# Betsy Joslyn
Betsy Joslyn (Staten Island, 19 aprile 1954) è un'attrice e soprano statunitense, nota soprattutto come interprete di musical e, in particolare, dell'opera di Stephen Sondheim.

## Biografia
Fece il suo debutto sulle scene a Pittsburgh nel 1975, dove interpretava Hodel in una produzione de Il violinista sul tetto con Jack Gilford nel ruolo del protagonista. Nello stesso anno debuttò anche sulle scene newyorchesi, nel ruolo di Luisa nel musical The Fantasticks. Quattro anni più tardi debuttò a Broadway con il musical di Hugh Wheeler e Stephen Sondheim Sweeey Todd: the Demon Barber of Fleet Street, in cui cantava nell'ensemble prima di sostituire Sarah Rice nel ruolo della protagonista romantica Johanna. A seguito della chiusura a Broadway del musical, Betsy Joslyn si unì al tour statunitense di Sweeney Todd, che continuò nelle repliche in tutto il paese fino al 1982. Nel 1982 tornò a recitare a Broadway, nel ruolo della protagonista Nora in un adattamento musicale di Casa di bambola in cui recitava con due colleghi di Sweeney Todd, George Hearn ed Edmund Lyndeck; il musical fu un flop e rimase in cartellone per sole cinque repliche.
Nel 1984 interpretò Ginevra accanto al Re Artù di Richard Harris nel tour internazionale di Camelot e sostituì Bernadette Peters nel duplice ruolo della protagonista Dot/Marie nella produzione di Broadway del musical Premio Pulitzer di Stephen Sondheim e James Lapine Sunday in the Park with George. Nell'estate 1986 tornò a recitare a Pittsburgh, in un allestimento del musical Carousel con John McCook in cui interpretava la protagonista Julie Jordan. Nel 1988 tornò a Broadway nel musical di Sondheim e Lapine Into the Woods, in cui sostituì nuovamente Bernadette Peters, questa volta nel ruolo della Strega, una parte che tornò ad interpretare più volte anche nel tour statunitense del 1989. Al ruolo della Strega seguirono altre parti importanti, come quella di Eliza Doolittle in My Fair Lady a Pasadena (1991), Colette in Colette Collage (New York, 1993), nuovamente Ginevra in Camelot (Pittsburgh, 1991) e Donna in City of Angels (tour statunitense, 1991-1992).
Nel 1993 tornò a Broadway come sostituta di Bernadette Peters in The Goodbye Girl, a cui seguirono il ruolo di Alison Du Bois in Lady in the Dark con Christine Ebersole a New York (1994) e un'apparizione con Madeline Kahn alla Carnegie Hall in Anyone Can Whistle (1995). Nel 1996 e 1997 interpretò Mrs. Potts nel tour statunitense del musical della Bella e la Bestia, mentre nel 1998 recita a Broadway con una giovanissima Anna Kendrick nel musical di Cole Porter High Society. La sua ultima apparizione a Broadway risale al 2000, quando interpretò Madame Thénardier nel musical Les Misérables.
Moglie del direttore d'orchestra Mark Mitchell, in passato è stata sposata col bartino George Hearn.

## Filmografia

### Televisione
- Squadra emergenza - serie TV, 2 episodi (2000)